# Porosimetria
La porosimetria è una tecnica analitica che permette di misurare alcune caratteristiche di un materiale riconducibili alla presenza di pori, tra cui: volume totale dei pori, diametro dei pori, area superficiale, densità di bulk e densità assoluta.
Tale tecnica consiste nell'introdurre nel materiale da testare un liquido a elevata pressione che non bagna il materiale in questione. L'elevata pressione è necessaria per contrastare la tensione superficiale del liquido, che da sola non permetterebbe al liquido di penetrare all'interno dei pori del materiale.
Spesso il liquido utilizzato è mercurio, per cui si parla di porosimetria ad intrusione di mercurio.

## Determinazione del diametro dei pori
La dimensione dei pori può essere determinata a partire dal valore della pressione del liquido, attraverso la cosiddetta equazione di Washburn, che rappresenta il bilancio delle forze per materiali aventi pori cilindrici:
{\displaystyle P_{L}-P_{G}={\frac {4\sigma \cos \theta }{D_{P}}}}
in cui:
- {\displaystyle P_{L}} è la pressione del liquido;
- {\displaystyle P_{G}} è la pressione del gas presente all'interno dei pori; è approssimabile a 0 atm in quanto in genere prima di procedere all'introduzione del liquido, il campione da analizzare viene posto sottovuoto;
- {\displaystyle \sigma } è la tensione superficiale del liquido;
- {\displaystyle \theta } è l'angolo di contatto di intrusione del liquido (in genere compreso tra 135° e 142° per il mercurio);
- {\displaystyle D_{P}} è il diametro dei pori.